# 黑尾夢角鮟鱇
黑尾夢角鮟鱇，為輻鰭魚綱鮟鱇目棘茄魚亞目夢角鮟鱇科的一種魚類。分布於南中國海海域，屬深海魚類，棲息深度可達2000公尺，雌魚體長1.5公分，生活習性不明，不具任何經濟價值。

## 扩展阅读
維基物種上的相關：黑尾夢角鮟鱇